# Беано (Удине)
Беано је насеље у Италији у округу Удине, региону Фурланија-Јулијска крајина.
Према процени из 2011. у насељу је живело 380 становника. Насеље се налази на надморској висини од 61 м.